# Viticus III
Viticus III es el tercer álbum de la banda de rock argentina Viticus. Fue lanzado el 3 de octubre de 2008. Nuevamente en este disco se produce un cambio en la formación, siendo Martin Urionagüena reemplazado por Francisco Isola, quien también sería reemplazado por Jerónimo Sica (baterista actual de la banda). De este disco destacan las canciones “Voy a Pasar a Buscarte”, “Un Legendario”, “Dr. Dr.” y “Utopía”, entre otras. Un dato interesante es que Viticus III es el disco más corto del grupo (con 10 canciones) a pesar de eso demuestra tener una gran calidad.

## Lista de canciones
1. Voy a pasar a buscarte
2. Un legendario
3. Dr. Dr.
4. Sr. rock and roll
5. El abastito
6. Fuego y destrucción
7. Quiero volver a las raíces
8. Utopía
9. Mabel
10. Solo

## Músicos

### Viticus
- Vitico - Bajo y Voz
- Nicolas Bereciartúa - Guitarra
- Sebastian Bereciartúa - Guitarra
- Ariel Rodríguez - Guitarra y Voz
- Francisco Isola - Batería